# 8弦ベース
8弦ベース（はちげんベース）とは、エレクトリックベースのバリエーションの一つ。

## 概要
通常のベースのチューニングは、構えた状態で上の低音弦から、E‐A‐D‐Gとなっている。つまり、ギターにおける、高音弦二本を取り除いた音程を1オクターブ下げた状態である。その4本の弦にそれぞれ、1オクターブ高い弦（ギターと同じキーの弦）が付加されている。12弦ギターのベースバージョンといってもよい。
聴感上も、ベースにサイドギターが加わったように聞こえる。その構造上、通常のベースと全く同じ感覚でフィンガー・ピッキング（指で弾くこと）を行うのは難しく、そのため通常はベース用のピック（プレイヤーによっては、ギターピックも使用）やスラッピングによって演奏されることが多い。
チープ・トリックのベーシストであるトム・ピータソンは、特注の12弦ベースを使用しているが、リック・ニールセンによれば、このベースはピーターソンとHamer GuitarsのJol Dantzigらの議論により考案されたという。12弦ベースは、8弦ベースの応用編といってもよく、ベースの4弦それぞれに1オクターブ高い弦が2本ずつ付加されている。そのため、12弦ベースは8弦よりさらに大きな広がりのある音が特色で、ディストーション(別項、エフェクター参照。)などで多少歪ませるだけで、本当にサイドギターがもう一人演奏しているように聞こえる効果を持たせる。
これらが普及しない理由は、奏法上使用可能な音楽が限られること、弦の張力に耐えられる構造からの重量、弦の数やその耐久性からの経済的事情、メンテナンスなどの問題があるためである。
ただし、後年上記のような複弦構造をもった8弦ベースではなく、5弦ベースや6弦ベースのように単弦構造をもった普通に弦が8本並んでいるエムベースや、9弦ベースのベナベンテ、また11弦ベースのアドラーのような新しい楽器も登場している。
1970年代半ばから後半にかけて、一部で使われた。
有名な使用者には
- グレッグ・レイク（エマーソン・レイク・アンド・パーマーのベーシスト兼ボーカリスト）
- ジョン・エントウィッスル（ザ・フーのベーシスト）
- ジョン・ポール・ジョーンズ（元レッド・ツェッペリンのベースなどを担当）

らがいる。